# Schitul Codreni

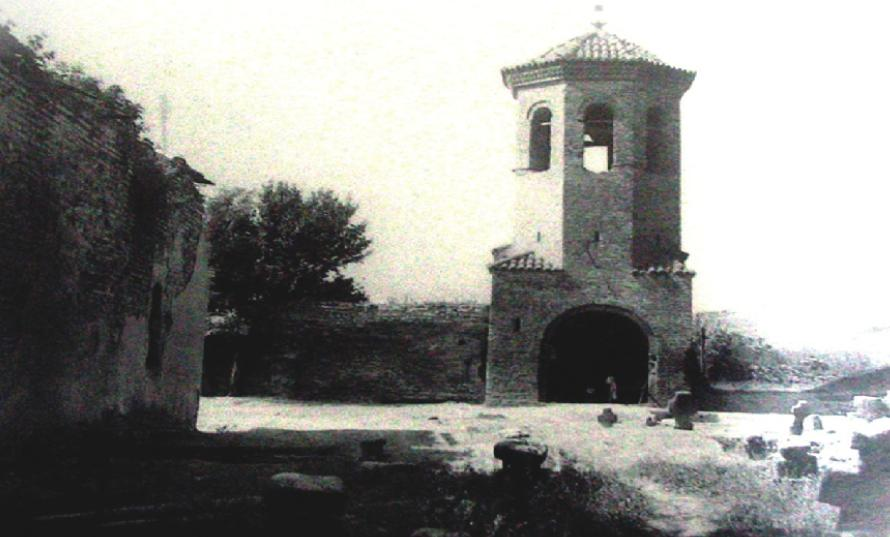
Turnul clopotniță şi zidul de incintă al schitului Codreni

Schitul Codreni a fost construit în anul 1678 în satul Codreni, care în prezent ține de comuna Gurbănești din județul Călărași.
Este înscris în Lista monumentelor istorice din județul Călărași cu codul LMI  CL-II-a-B-14681, deși din 1985 se află sub apele acumulării Mostiștea, la aproximativ 10 metri adâncime.

## Istoric
Prima biserică de pe amplasamentul schitului a fost construită din lemn, în anul 1661, de pan Dona Pepano, boier de rangul al doilea, apropiat de stolnicul Constantin Cantacuzino. În lucrarea Mărturii românești peste hotare, istoricul Virgil Cândea amintește faptul că negustorul Panos Pepanos a dăruit jumătate din veniturile mănăstirii Codreni pentru întreținerea mănăstirii Adormirea Maicii Domnului din Drino, Albania.
Pisania din 1677, informează că în acel an era deja construită o mănăstire de zid cu funcție de așezământ religios și loc de popas pentru călători. Incinta mănăstirii cuprindea, în afară de biserică, o casă egumenească. Era una din puținele construcții monastice din Țara Românească ridicată pe trei niveluri în acea perioadă. Mănăstirea avea și chilii, beciuri, turn clopotniță și o fântână.

## Monument istoric
Schitul Codreni Cod LMI 2004 CL-II-a-B-14681 este compus din:
- Biserica "Schimbarea la față" construită în anul 1678 Cod LMI 2004 CL-II-m-B-14681.01,
- Chilii construite în sec. XVII, Cod LMI 2004 CL-II-m-B-14681.02,
- Turn clopotniță construit în sec. XVII, Cod LMI 2004 CL-II-m-B-14681.03,
- Zid de incintă construit în sec. XVII, Cod LMI 2004 CL-II-m-B-14681.04.